# María Belén Villalva Constante
María Belén Villalva Constante (Quito, Ecuador; 15 de febrero de 2001) es una deportista ecuatoriana especializada en atletismo. Ha participado en los Juegos Suramericanos y Juegos Suramericanos de la Juventud. Debutó como atleta olímpica en los Juegos Olímpicos de la Juventud de Buenos Aires 2018.

## Trayectoria
Villalva obtuvo el cuarto lugar en los Juegos Olímpicos de la Juventud de 2018 en la disciplina de los 5000 metros, marcha cronometrando un tiempo de 22:48.75. Ganó la medalla de oro en el Campeonato Sudamericano de Atletismo Sub-18, en la modalidad de marcha 5000 metros.

## Palmarés internacional
| Juegos Suramericanos de la Juventud         | Juegos Suramericanos de la Juventud | Juegos Suramericanos de la Juventud | Juegos Suramericanos de la Juventud |
| Año                                         | Lugar                               | Medalla                             | Categoría                           |
| ------------------------------------------- | ----------------------------------- | ----------------------------------- | ----------------------------------- |
| 2017                                        | Santiago de Chile ( Chile)          | Medalla de oro                      | Marcha 5000 metros                  |
| Campeonato Sudamericano de Atletismo Sub-18 |                                     |                                     |                                     |
| Año                                         | Lugar                               | Medalla                             | Categoría                           |
| 2018                                        | Cuenca ( Ecuador)                   | Medalla de oro                      | Marcha 5000 metros                  |